# Muzeum Kroměřížska
Muzeum Kroměřížska je institucí pokračující ve stoleté muzejní tradici ve městě, je přímým pokračovatel Městského muzea v Kroměříži založeného roku 1933. Muzeum Kroměřížska, název získalo roku 1976, bylo muzeem okresním. Ve správě má vedle kroměřížských expozic a objektů také Muzeum v přírodě v Rymicích, tamní tvrz, hospodářský dvůr a větrný mlýn i větrný mlýn u Velkých Těšan. Muzeum pečuje o rozsáhlé sbírky oborů archeologie, historie, národopisu, dějin umění a přírodních věd.

## Historie

### Prvních 70 let muzea (1933–2002)
Počátky snah o zřízení městského muzea v Kroměříži se objevují v 60. letech 19. století, k jejich naplnění však nedošlo stejně jako dvacet let poté v roce 1886, kdy byla potřeba muzea ve městě uváděna v souvislosti s darem tisíců kusů mincí místním sběratelem Hamplem muzeu v rakouském Linci. Situaci chtěla roku 1889 zachránit založením místního muzejního spolku část českých vysokoškolských studentů z Kroměříže, v jejich koncepci měla místo i „průmyslová sbírka“, ani jejich snahy nepřinesly ovoce.
Rozsáhlejší sběratelskou činnost zorganizoval v souvislosti s uspořádáním místní kroměřížské národopisné výstavy v září 1894 a hanáckého oddělení na Národopisné výstavě českoslovanské v Praze roku 1895 advokát Josef Dorazil, který dal z vydařených akcí uschovat pro budoucí muzeum shromážděné předměty od krojů a výšivek po přírodniny. V prosinci 1896 sice ve městě vznikla Muzejní a knihovní jednota, řádně však pracovala jen knihovna s čítárnou, nevelké sbírky byly jen různě přemísťovány.
Předměty nejen církevního charakteru shromažďoval pro diecézní muzeum v kroměřížském zámku od roku 1921 zámecký knihovník Antonín Breitenbacher, po jeho smrti se část této sbírky stala ve 40. letech součástí fondu Městského muzea v Kroměříži – přímého předchůdce Muzea Kroměřížska.
Podnětem ke vzniku kroměřížského městského muzea bylo zakoupení převážně archeologické sbírky knihtiskaře Jindřicha Slováka městem koncem 20. let 20. století. Slovák dokonce myslel na řádné uložení předmětů finančním odkazem. V té době se do Kroměříže přistěhoval učitel a spisovatel Jindřich Spáčil, který se spolupracovníky přesvědčil městskou radu o nutnosti založení muzea ve městě. Den založení přímého předchůdce dnešního Muzea Kroměřížska spojujeme s ustavením Kuratoria „Městského musea v Kroměříži“ 5. února 1933. V čele Kuratoria stanul kroměřížský starosta Josef Jedlička.
Ve výstavném domě na Riegrově náměstí, který dnes má čp. 144, byly do roka instalovány skoro všechny sbírkové předměty, k otevření muzea došlo 4. 3. 1934. O prvních časech bylo v prosinci 1935 napsáno: „Hlavní překážkou naší činnosti jest nedostatek peněz. Jsme vlastně podnikem obecním, ale prostředky, které nám obec uděluje, stačí sotva na normální musejní provoz. Nemůžeme tedy budovati, ačkoli by zde byla spousta nových úkolů… Ovšem jednou z velkých překážek naší činnosti jest nezájem obecenstva. Od počátku trvání našeho musea, to je od roku 1934, navštívila jej sotva jedna desetina občanů města Kroměříže. A přece naše museum není mrtvou sbírkou starožitností, ale jest instalováno na moderních základech vlastivědných...“
Ve 30. letech sbírky obohatily hlavně dary příznivců muzea a města Kroměříže. Činnost muzea narušila okupace. Gestapo roku 1940 zabavilo a neznámo kam odvezlo oddělení „Světové války a národního osvobození“, šlo především o legionářské památky. Muzeum však dále fungovalo a pořádalo i výstavy. Tou poslední byla výstava k sedmdesátinám Maxe Švabinského. V listopadu 1943 došlo k uzavření muzea a uskladnění předmětů v arcibiskupské sýpce u Květné zahrady. Po válce došlo k významnému obohacení sbírek o konfiskáty především z vybavení zámků kroměřížského okresu, v této době se muzeum několikrát stěhovalo, významnější dobu mělo jeho vedení kanceláře v domě na rohu Riegrova náměstí a Šafaříkovy ulice – šlo o někdejší budovu pomocné (zvláštní) školy.
V roce 1948 se muzeum zapojilo do oslav stého výročí konání říšského sněmu v Kroměříži, nazvaných „100 let českého národního života“ expozicí o dějinách Kroměřížska od pravěku do dneška a vystavením sbírky přírodnin. Ředitelem oslav s řadou výstav byl výše uvedený Jindřich Spáčil. Pro umístění muzea a jeho sbírek se následně přímo nabízely prostory kroměřížského zámku, na který byla v lednu 1949 uvalena národní správa Místního národního výboru v Kroměříži, takže v tomto ohledu byl „volný“. A když byl 10. 8. 1950 zámek i se sbírkami zestátněn a předán MNV Kroměříž, mohlo sem být městské muzeum přestěhováno, jeho sbírky umístěny ve II. podlaží zámku, kde byla skoro za pochodu instalována v roce 1951 expozice „Kroměřížsko v pravěku“. K 1. lednu 1954 se muzeum stává Okresním vlastivědným muzeem (tedy jen pro Kroměřížský okres a ne třeba pro Okres holešovský) a 10. června 1956 otevírá již novým ředitelem Václavem Tomáškem v přízemí zámku archeologicko-historickou expozici „Od pravěku k dnešku“. Okresní muzeum vydává od listopadu 1958 do roku 1967 „Věstník musea v Kroměříži“ – vyšlo jednadvacet čísel.
K velké změně dochází v lednu a únoru 1959, kdy přecházejí do správy muzea, čili nově Okresního vlastivědného ústavu, „v rámci celostátních decentralizačních změn“ sbírky kroměřížského zámku. Uměleckohistorický fond i se zámeckou obrazovou galerií a sbírkou grafik předala Národní galerie v Praze, numismatickou sbírku Národní muzeum v Praze, hudební sbírku a zámeckou knihovnu Univerzitní knihovna v Olomouci.
Od roku 1961 se pro vlastivědný ústav ustavuje název Uměleckohistorické muzeum v Kroměříži, v té době mělo 13 zaměstnanců. Téhož roku bylo pověřeno správou Staré synagogy v Holešově, v té době obnovované k muzejním účelům. V roce 1964 byla v synagoze realizována muzejní expozice Židé na Moravě podle libreta Jan Heřmana ze Státního židovského muzea v Praze.
Už v roce 1961 začaly práce na přípravě nové historické expozice a nové instalace galerie starého umění 15.–18. století, které vyvrcholily v květnu 1963 otevřením galerie v 17 sálech druhého patra zámku i stálé expozice zachycující vývoj Kroměříže a okolí od pravěku po současnost, situované v přízemí zámku. Tato expozice byla vždy po čase reinstalována a zrušena roku 1975. Obě expozice byly otevřeny v rámci oslav 700. výročí města Kroměříže. V roce 1963 převzalo kroměřížské muzeum sbírkový fond zrušených muzeí v Morkovicích a Záhlinicích.
Vedení Uměleckohistorického muzea mělo v plánu zřízení samostatné instituce s krajskou působností zabývající se jen oblastí umění, regionální vlastivědné muzeum by bylo zcela samostatné. V roce 1969 bylo vydáno i jedno číslo Sborníku Uměleckohistorického muzea v Kroměříži, kde se našlo místo třeba pro stať „Vilém Závada ve znamení smyslového odporu“. Část odborných pracovníků Uměleckohistorického muzea inklinovala k lidové straně a zapojila se do obrodného hnutí druhé poloviny 60. let. Po zabrání Československa některými vojsky Varšavské smlouvy byla na zámku vyvěšena protiokupantská hesla, zaměstnanci podepisovali rezoluce proti vstupu vojsk. Následovalo utužení poměrů, zrušení Uměleckohistorického muzea v Kroměříži, vyhazov těchto pracovníků a roku 1970 bylo nově zřízeno Okresní muzeum v Kroměříži.
Fondy bývalého Uměleckohistorického muzea byly rozděleny mezi Okresní muzeum a správu Státního zámku a zahrad Kroměříž tak, že zámek převzal zámeckou galerii, knihovnu, hudební archiv i numismatickou sbírku. Ředitelem Okresního muzea se v roce 1970 stává Jan Coufalík, který se funkce ujal s tím, že vybuduje muzejní instituci zaměřenou „na regionálně vlastivědné studium a sběratelskou činnost“, instituci kulturně-výchovnou a osvětovou působící v hranicích Okresu Kroměříž. Místem pro publikování výsledků práce muzea měl být Věstník Okresního muzea v Kroměříži – vyšlo pár čísel. Vedle kroměřížského okresního muzea měla podle Coufalíkových představ v okrese existovat ještě: Městské muzeum v Holešově, obnoven měl být Památník F. Skopalíka v Záhlinicích, Památník F. Táborského v Bystřici p. H., hlavně národopisné sbírky měly být vystaveny na zámku v Chropyni spolu s „jizbou dr. E. Axmana a malíře E. Filly, rodáka chropyňského“ a v Morkovicích chtěl zřídit muzeum košíkářství. Centrem této muzejní sítě mělo být kroměřížské okresní muzeum. Pro jeho sídlo se již od roku 1968 počítalo s domem č. 38 na Velkém náměstí, kde dnes sídlí Muzeum Kroměřížska. V roce 1972 nabyly představy konkrétnějších forem: „Rok 1972 se stává náročným zejména potřebou přípravných prací na události, jež přinese rok 1973, rok stého výročí narození národního umělce Maxe Švabinského. Je to úprava domu č. 38 na Velkém náměstí, v němž má být trvale umístěn památník M. Švabinského, památky na významné kroměřížské rodáky a umělecké soubory, dále okresní muzejní expozice.“
A skutečně byla v roce 1973 instalována v budově č. 38 Velkém náměstí, ve výstavních prostorách druhého patra, rozsáhlá výstava Švabinského díla. V roce 1974 následovala výstava z tvorby Švabinského vrstevníků a žáků, v dalších letech zde byly instalovány hlavně výtvarné výstavy. V říjnu 1976 byl slavnostně otevřen Památník Maxe Švabinského situovaný v prvním patře předního traktu budovy č. 38 na Velkém náměstí v Kroměříži. Od té doby několikrát reinstalovanou expozici Švabinského díla zde najdeme i dnes.
Na základě Zásad činnosti sítě muzeí a památníků Jihomoravského kraje došlo v letech 1975–1976 k centralizaci všech muzejních zařízení okresu a v jeho rámci v roce 1977 k ustavení jednotné muzejní sítě s názvem Muzeum Kroměřížska v roce 1977 s řídícím a správním centrem v Kroměříži: „Skutečností je, že plně začalo muzeum pracovat od roku 1978, kdy definitivně získalo svou tvář, stanovilo si základní programy a začalo je v plné míře uplatňovat. Pochopitelně se doposud nepodařilo překonat všechny problémy, jež přetrvávají z období před rokem 1977 (kdy bylo zařízení hodnoceno jako nejhorší v jihomoravském kraji) a nadto se objevily problémy nové.“
Statut muzea je zpracován a přijat v roce 1978, kdy začal být vydáván i Zpravodaj Muzea Kroměřížska (do roku 1994) a po roce i odborné Studie Muzea Kroměřížska s posledním číslem vydaným v roce 1993. Období konce sedmdesátých a celých osmdesátých let je v Muzeu Kroměřížska spjato se jménem jeho ředitele PhDr. Zdeňka Fišera (1978–1991).

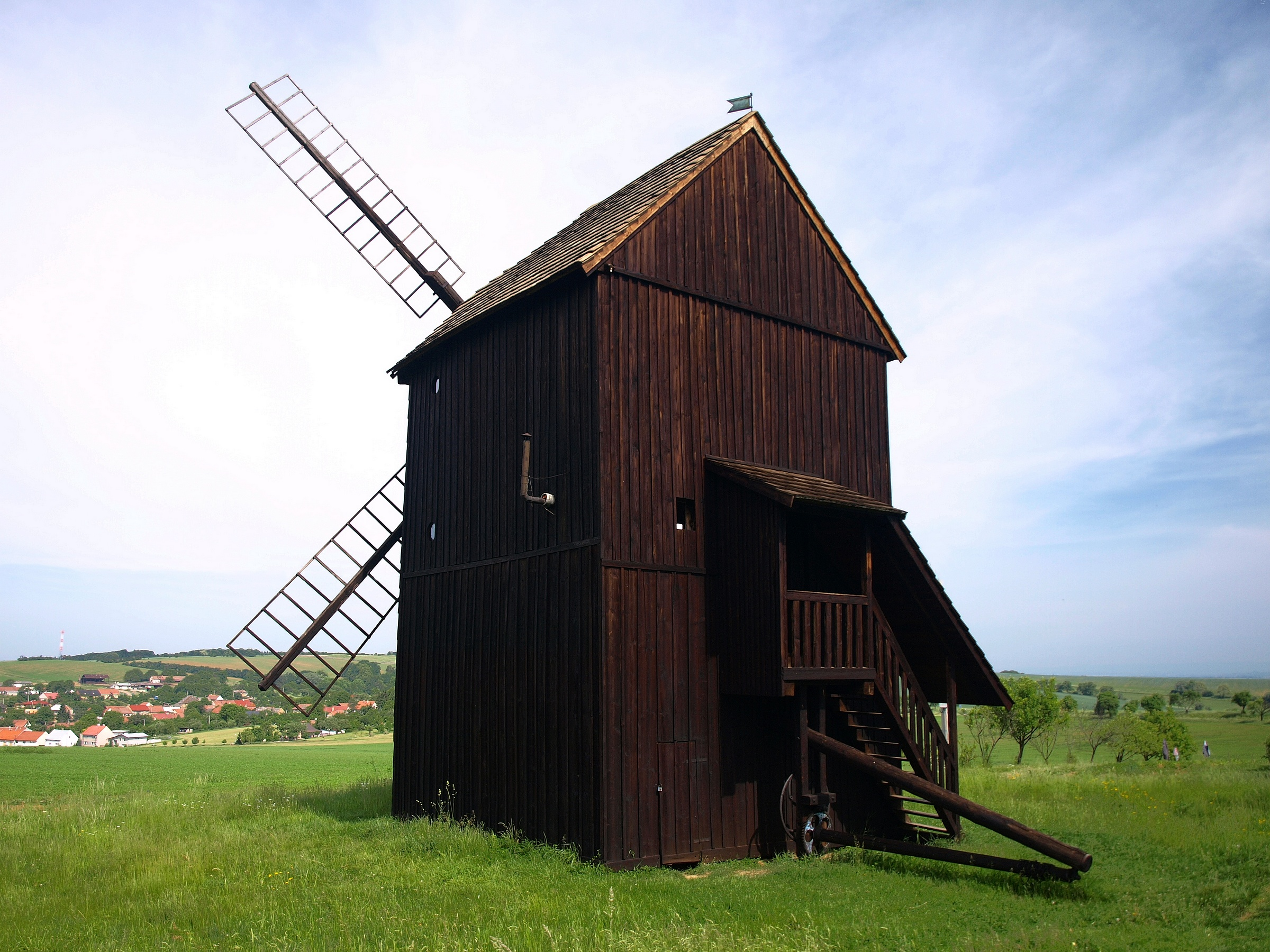
Větrný mlýn ve Velkých Těšanech

V té době se zvýraznila památková funkce instituce, roku 1982 byla ukončena stavební obnova zámku v Chropyni, rok nato zde instalovány expozice dějin města Chropyně a památníku rodáka Emila Filly, po roce drobný památník dalšího rodáka Emila Axmana. Opravován byl větrný mlýn ve Velkých Těšanech zpřístupněný 1979, probíhaly práce na památkové obnově staveb lidové architektury v Rymicích, včetně větrného mlýna přivezeného z Bořenovic. Součástí muzejní sítě byly i Městské muzeum v Holešově jako detašované pracoviště zaměřené na dokumentaci třídních bojů, odbojovou činnost, vývoj dělnického hnutí a KSČ v rámci okresu Kroměříž a holešovská Stará synagoga s expozicí Židé na Moravě.
V roce 1976 přešel do majetku muzea zadní trakt budovy č. 38 na Velkém náměstí v Kroměříži a bylo rozhodnuto, že bude sloužit jako kulturně-správní centrum Muzea Kroměřížska. Objekt byl v osmdesátých letech rekonstruován, dostavěn a v roce 1988 se stal centrem muzejní sítě na Kroměřížsku se stolařskou a konzervačními dílnami, knihovnou i s přednáškovým sálem. Pokračovala oprava areálu tvrze v Rymicích započatá v roce 1983, začala rekonstrukce vodního mlýna v Roštíně, který muzeum přebralo do své správy v září 1986 i opravy Památníku obce Rusava v Kašparově vile v Hostýnských vrších, kterou muzeum získalo v roce 1987. Památník byl slavnostně otevřen v říjnu 1988 a v tomtéž roce začala i rekonstrukce tvrze v Kurovicích, kde měla být umístěna expozice hmotné kultury Slovanů a časného středověku. Roštínský vodní mlýn stejně jako kurovickou tvrz odprodal Zlínský kraj, zřizovatel Muzea Kroměřížska, soukromému vlastníku po roce 2003. Památník obce Rusavy byl kvůli restituci původnímu majiteli zrušen v létě 1992.
Dostali jsme se k vývoji, který přinesly listopadové změny roku 1989. Jen nakrátko od jara toho roku, než byla zrušena, se stala oddělením Muzea Kroměřížska federativní expozice „Národní výbory – základ socialistické demokracie v ČSSR“, umístěná na kroměřížském státním zámku. Krátkou životnost měla rovněž expozice třídních bojů, protifašistického odboje a budování socialismu v okrese Kroměříž otevřená na jaře 1987 ve druhém patře předního traktu muzejního komplexu na Velkém náměstí v Kroměříži. V roce 1990 byla zrušena, následně zde byly instalovány krátkodobé výstavy jako třeba „Zastavení času. Mapy a veduty ze sbírek Muzea Kroměřížska“ v létě 1991. Dne 17. 2. 1994 zde byla otevřena stálá expozice „Příroda a člověk. Kapitoly z vývoje přírody a člověka na Kroměřížsku ve světle přírodovědecké dokumentace a archeologických nálezů“. Ovšem ještě před událostmi listopadu 1989 byl položen základ ke dnešní Galerii v podloubí. Muzeum získalo v podloubí při vstupu do budovy z Velkého náměstí dvě místnosti bývalé prodejny suvenýrů, v zimě 1989/90 zde načas sídlilo centrum kroměřížského Občanského fóra, které vystřídali svými výstavami kroměřížští výtvarníci a muzejníci. Muzeum Kroměřížska dalo výtvarníkům našeho města, zatím na krátkou dobu tří měsíců, k dispozici malou galerii pod podloubím. Tu místnost, kde kdysi v prodejně suvenýrů sídlil spíše nevkus. Uskutečnilo se celkem šest výstav se střídavým diváckým zájmem a byla tak zahájena další z řady možností, kterou naše město potřebuje.“4
Svůj dnešní název získala galerie v létě 1991, ještě v devadesátých letech byla rozšířena o přilehlé prostory někdejší opravny kancelářských strojů v přízemí vedlejšího domu a po úpravách otevřena 23. 9. 1994. V této podobě galerie existovala do září 2017, kvůli ukončení nájemní smlouvy byly prostory ve vedlejším domě navráceny soukromému vlastníku a paralelně s nimi vznikly probouráním a úpravou místností technického zázemí muzea nové výstavní prostory Galerie v podloubí. Prvně zde byly vystaveny historické hračky, hry a dětské knihy sběratelky Bronislavy Hazuzové. (Výstava zahájena 2. července 2018.)
Ony změny počátku 90. let 20. století se děly již za staronového ředitele kroměřížského muzea Mgr. Václava Tomáška, který muzeum vedl v letech 1956–1969 a pak v nových poměrech 1991–1994. V létě 1993 byl zpřístupněn větrný mlýn v Rymicích a na podzim téhož roku otevřen po restituci části obrazů Švabinského památník, jehož výstavní prostory prošly velkými úpravami znovu na přelomu let 2002/2003 v souvislosti s dosud poslední instalací Švabinského díla pro slavnostní otevření Památníku na jaře 2003.
Václav Tomášek se ve funkci ředitele výrazně angažoval při vzniku Regionálního Klubu UNESCO v Kroměříži. Viděl v propojení kroměřížského muzea a klubu se zázemím v tak významné organizaci velkou šanci pro další rozvoj muzea, i proto proběhla ustavující schůze klubu 9. 9. 1991 v přednáškovém sále muzea, i proto se na půdě muzea konaly a v menší míře dodnes konají konference, semináře i výroční schůze klubu.

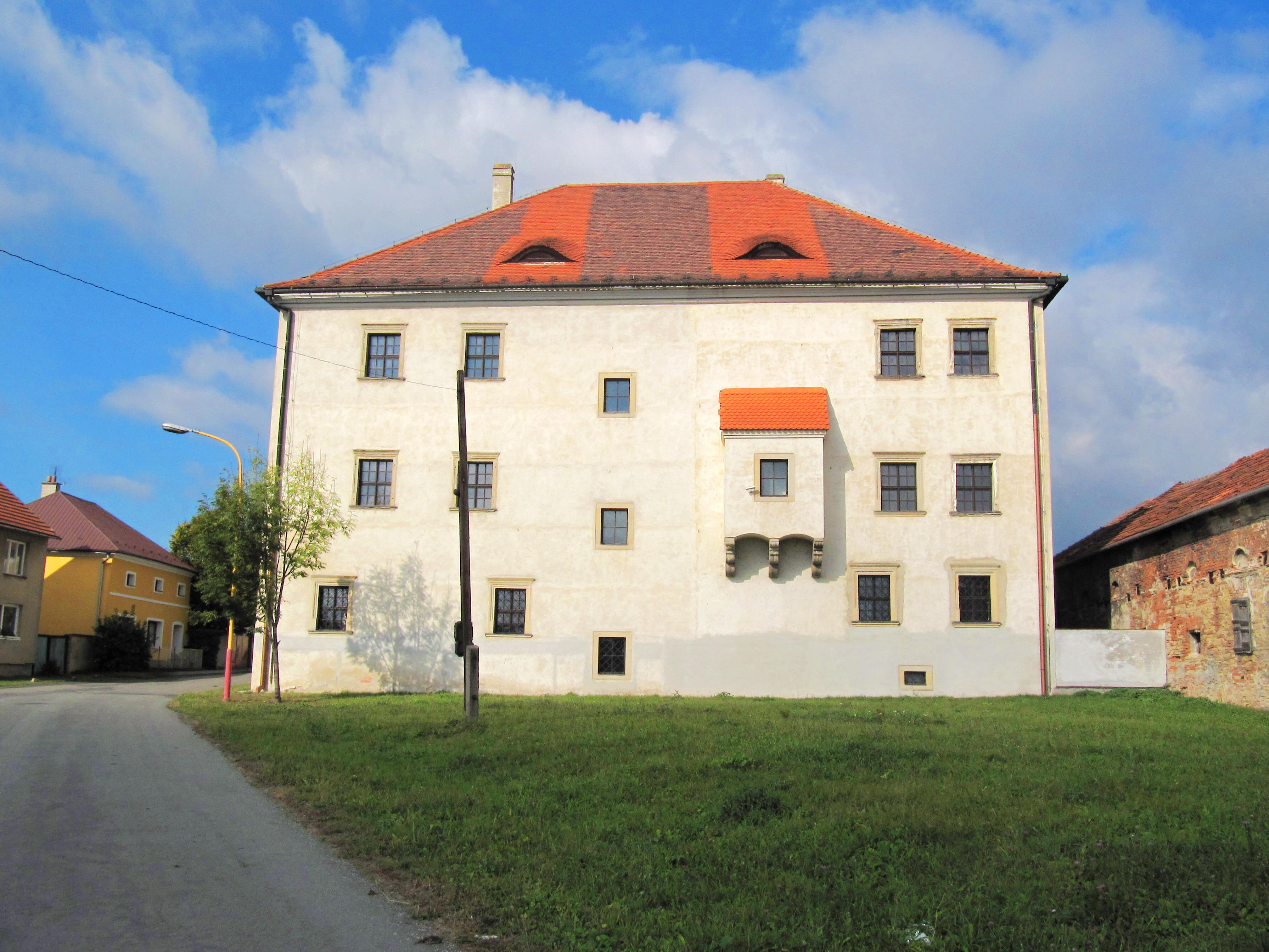
Tvrz Rymice

Za ředitele Tomáška došlo i na vyřešení majetkoprávních vztahů vůči areálu tvrze a dvora v Rymicích, když restituent uzavřel v listopadu 1993 s Muzeem Kroměřížska kupní a darovací smlouvy, díky nimž se muzeum stalo vlastníkem nemovitostí a pozemků areálu tvrze a dvora. Po odchodu V. Tomáška na penzi se stal ředitelem muzea Tomáš Květák (nyní Dr. Tomáš Bergman, Th. D.), který zajistil stavební úpravy Staré synagogy v Holešově a reinstalaci expozic, které byly pod názvem Židé a Morava otevřeny veřejnosti v říjnu 1995. Provozovatelem synagogy v majetku Židovské obce Brno je od roku 1999 Městské kulturní středisko v Holešově.
Přímo v Kroměříži ve svém přednáškovém sále muzeum od 5.–6. října 1994, kdy proběhl první ročník, pořádalo každoročně až do roku 2019 konference Židé a Morava, na nichž domácí i zahraniční badatelé prezentovali výsledky svého bádání na poli historie a současnosti židovského obyvatelstva na Moravě a ve Slezsku. Na základě 26 uspořádaných konferencí muzeum vydalo 26 sborníků či svazků ediční řady Židé a Morava (od roku 2011) obsahující stovky odborných statí. Od roku 2020 spojuje Muzeum Kroměřížska značku Židé a Morava s Festivalem židovské kultury Ha-Makom v Holešově, pilotní projekt spolupráce se uskuteční v létě 2021. V rámci festivalu by muzeum rádo v Holešově uspořádalo odborně populární seminář o několika přednášejících na toho kterého roku dané festivalové téma.
Pokud jde o konference Židé a Morava pořádané v Kroměříži, muzeum míní zachovat jejich odborný ráz. V Muzeu Kroměřížska ve spolupráci s pořadateli holešovského festivalu židovské kultury bude v roce 2022 připravena konference na téma „Poslední roky židovských komunit na Moravě a ve Slezsku před transporty“, tématem konference Židé a Morava v roce 2025, věnované památce přeživších a navrátivších se do svých měst a obcí roku 1945, bude „Hořký návrat a co teď dál v životě osobním i obecním“.
Do dnešní doby nepřečkala v Muzeu Kroměřížska tradice pořádání celostátní akce soutěžního charakteru Trienále umělecké knižní vazby. Prvně se zde Trienále uskutečnilo v červnu až září 1989, šlo o VI. ročník akce. Umělecké knižní vazby byly ještě vystaveny na kroměřížském zámku v druhém poschodí v prostorách někdejší muzejní knihovny. Ve výstavních prostorách Galerie v podloubí se následně konal v srpnu až září 1995 VIII. ročník Trienále, následně i IX. ročník v červnu až červenci 1998 a poslední X. ročník v květnu až srpnu 2001. Jako připomínka zůstaly pěkné katalogy vystavených prací.
Stejně tak časem zanikla spoluúčast Muzea Kroměřížska na organizaci Hanáckých slavností, jejichž počátek sahá do roku 1985. Jde o akci zaměřenou na uchování a obnovu folklorních tradic regionu pořádanou každý druhý rok Městským úřadem v Chropyni.
Další tradice spjatá s muzeem byla založena roku 1997 z podnětu dlouholetého ředitele Muzea Kroměřížska Ing. Jiřího Stránského – ředitelem byl od léta 1996 do svého odchodu do penze v roce 2020. Jde o výstavu prací klientů Psychiatrické nemocnice v Kroměříži nazvanou Umění je stav duše konanou v Galerii v podloubí každé dva roky. Kresby, malby, plastiky jsou vytvářeny v rámci arteterapie převážně pod vedením zkušené arteterapeutky Emílie Rudolfové. Při příležitosti těchto výstav byly vydávány graficky velmi zdařilé katalogy. Ostatně hlavním znakem Muzea Kroměřížska se stala otevřenost vůči veřejnosti, které se projevila i založením samostatného oddělení pro práci s dětmi a mládeží v roce 2000. Oddělení každoročně připravuje řadu tematicky zaměřených programů s výstavami a dílnami zaměřenými na stará řemesla, vánoční a velikonoční obyčeje, uvádění do světa zvířat nebo do života našich předků v dané historické epoše.
V souvislosti s reformou státní správy a územní samosprávy, se zřízením vyšších územně samosprávných celků, v našem případě Zlínského kraje, a spolu se zánikem Okresního úřadu v Kroměříži k datu 31. 12. 2002 se stal od 1. 1. 2003 zřizovatelem Muzea Kroměřížska Zlínský kraj, muzeum je jeho příspěvkovou organizací.

### Od roku 2003 do roku 2012
Od roku 2003 má muzeum nového zřizovatele – Zlínský kraj. Ten se stal zřizovatelem i pro další bývalá okresní muzea ve Vsetíně, Uherském Hradišti a Zlíně. V průběhu tohoto desetiletí proběhlo několik společně připravovaných výstav – např. Doteky Orientu či Když řinčí zbraně a v roce 2006 společně prezentovali své sbírky na výstavě v Lobkovickém paláci v Praze. Krajský úřad Zlínského kraje zřídil odbor kultury a památkové péče a kultuře se věnuje i jeden z radních rady Zlínského kraje.
Na rok 2003 připadla dvě významná výročí – 70 let od založení muzea v Kroměříži a 130 let od narození Maxe Švabinského. K jubileu muzea jsme připravili rozsáhlou výstavu Svědectví času, na které jsme návštěvníkům otevřeli své bohaté sbírky a seznámili s činností muzea. Nahrála nám zpočátku negativní věc – od prosince 2001 byla řada významných prací z památníku zapůjčena na velkou Švabinského výstavu Ráj a mýtus, která byla instalována ve Valdštejnské jízdárně v Praze a v podobném rozsahu pak i v Moravské galerii v Brně. Dobu uzavření památníku jsme využili k realizaci rekonstrukce elektroinstalace, barevného řešení omítek a nového osvětlení a zároveň jsme požádali autorku zmíněných výstav, kunsthistoričku Janu Orlíkovou, o zpracování nové koncepce a náplně památníku. Výsledkem byla nová instalace, která klade důraz na Švabinského dílo, potlačuje dřívější muzeální pojetí. Když byl slavnostně památník 11. dubna 2003 otevřen, dočkali jsme se pochvaly od paní Zuzany Švabinské–Vejrychové, adoptivní Švabinského dcery, stejně jako v budoucnu od mnohých návštěvníků. Muzeum ve spolupráci s Gallery s.r.o. Jaroslava Kořána vydalo k expozici i publikaci Jany Orlíkové Okouzlený milovník života.
Když v čase pokročíme dál – obsahově se expozice příliš neproměnila, zásadní díla zůstávají a navíc v dalším jubilejním roce 2013 byla obohacena o desítky let nevystavovaný obraz ze soukromé sbírky Splynutí duší.
Muzeum v tomto období připravilo ve svých výstavních prostorech desítky krátkodobějších výstav. Nabídka byla velmi pestrá: Prezentace sbírek muzea, případně doplněných zápůjčkami, na samostatných výstavách, které jsou převážně spojeny s interaktivními programy pro děti a mládež od mateřských, přes základní až po střední školy. V roce 2005 byl počet lektorek, které se této činnosti věnují, rozšířen na dvě, v roce 2010 vybudováno jejich nové pracoviště. Ročně jsou tak připravovány minimálně dva až tři dlouhodobější programy a obměňovány programy velikonoční a vánoční a též jsou připravovány interaktivní prvky do dalších výstav muzea a tvůrčí dílny. Tyto aktivity navštěvuje ročně jen ve školních třídách průměrně 5 tisíc žáků a studentů. Zaměření je různorodé, ctíme souvislost s výukou a preferujeme poučení zábavnou a přitažlivou formou. Z mnohých jmenujme: Slované, Branou muzea do středověku, Čeští panovníci, Starověký Egypt. Řemeslo má zlaté dno, Bez práce nejsou koláče, Prababička po škole, Dr. Emil Holub Africký cestovatel, Podivuhodný svět zvířat, Jak se žije s handicapem aj. Jistým vrcholem byl v roce v roce 2006–2007 náročný projekt Labyrint – didaktický a zážitkový program, který pomáhal formovat postoj mladé generace k šikaně, rasismu, k lidem postiženým a diskriminovaným. Program absolvovalo 3,5 tisíce dětí a mladých lidí. Muzeum k projektu vydalo i stejnojmennou publikaci. Muzeum pořádá i výtvarné výstavy – jednak kroměřížským výtvarníkům jednotlivcům, ale i v uskupení Spolek přátel výtvarného umění Kroměřížska, vystavují i školy či žáci výtvarného oboru Základní umělecké školy Kroměříž.
Vystavili jsme i díla významných českých výtvarníků jak již nežijících (např. Alfons Mucha, Emil Filla, Cyril Bouda, Karel Minář, Zdeněk Burian, Bohuslav Reynek, Jan Trampota, Rudolf Vejrych, Josef Jíra, Ludvík Kundera, Antonín Marek Machourek či Mojmír Preclík), tak i současných (Emanuel Ranný, Jaroslav Hovadík, Vladimír Franz, Jan Jemelka, Vít Ondráček, Petr Pazdera Payne, Tomáš Měšťánek, František Makeš nebo fotografové Jindřich Štreit, Karel Kuklík, Jan Šplíchal, Ida Saudková). Uspořádali jsme však i výstavy světově proslulých autorů. V roce 2009 to byla výstava sítotisků z pozdního období tvorby Andy Warhola. Výstavu ze soukromé sbírky zhlédlo 10 tisíc návštěvníků a byl tak vytvořen muzejní návštěvnický rekord. Tuto finančně náročnou akci podpořilo velkoryse město Kroměříž. Příští rok to byla výstava Božský komediant Salvator Dalí – kompletní kolekce Dalího ilustrací k Dantově Božské komedii s návštěvností 4,5 tisíc.
Z dalších např. pozoruhodná výstava Yuinjinský brokát, kterou nám laskavě zapůjčilo v roce 2011 čínské velvyslanectví., K čínské kultuře, ale i k tvorbě Zdeňka Sklenáře, se vztahovala i výstava Opičí král. Z jiného soudku připomeňme výstavu Núbie v dobách faraónů z roku 2007. Na Zámku Chropyně každoročně připravujeme rozsáhlé sezonní výstavy, výběrově – v roce 2007 Znovuzrozená krása –restaurovaná díla z církevních sbírek, Svět dětí na šlechtických sídlech v roce 2011 a Housle 500 – pět století houslí v evropské hudební kultuře.
V průměru navštívilo v tomto období ročně naše výstavy a expozice a objekty kolem 50–52 tisíc návštěvníků. Rekordně navštívená Warholova výstava již byla zmíněna. Mezi úspěšnými byla dále výstava hraček O hračkách a hraní – přilákala téměř 8 tisíc a další výstava, také hraček, Přijďte si hrát do muzea, dokonce přes 8 tisíc a Krysáci 4 tisíce a Koloniál pana Bajzy 3,5 tisíce návštěvníků.
Je potěšující, že se k některým výstavám podařilo vydat i hodnotné publikace.
Při výstavě opomíjeného malíře Rudolfa Vejrycha jsme se podíleli na katalogu díly ve spolupráci s rodinou Vejrychovou. V roce 2009 při příležitosti 20. výročí událostí listopadu 1989 byla připravena s fotografem Jindřichem Štreitem a kunsthistorikem Antonínem Dufkem výstava (Ab)normalizace – dosud nepublikované a nevystavené fotografie umělecky dokumentujících období tzv. normalizace. Publikace obsahovala všech osm desítek vystavených fotografií, texty A. Dufka a text autora názvu výstavy spisovatele Ludvíka Vaculíka. U výstavy konané v roce 2011 Hommage à Bohuslav Reynek, přiblížila stejnojmenná publikace život a dílo Bohuslava Reynk i jeho rodiny. Kniha se statí kunsthistoričky Miroslavy Hlaváčkové vyšla ve spolupráci s českobudějovickým
nakladatelstvím Měsíc ve dne.
Z dalších publikačních počinů muzea zmiňme pravidelné vydávání sborníků statí z konference Židé a Morava, které edituje historik muzea Petr Pálka. Z jeho dílny dále Konec války v Kroměříži, 70 let muzea v Kroměříži či dějiny obce Osíčko či editace knihy Jaroslava Klenovského Židovské památky Zlínského kraje. Knihovnice muzea Anežka Fialová a historička Markéta Mercová sestavili pozoruhodnou Kroměřížskou čítanku Moje město a muzeum vydalo i Písně z Rusavy, či Proměny hanácké vesnice.
Ocenění za nejlepší knihu roku 2010 v soutěži Gloria musaealis získala archeoložka muzea Helena Chybová za objemnou publikaci Kroměříž zmizelá a znovuobjevená, která souvisí i s novou expozicí muzea, o které ještě bude řeč.
Důležité pro každé muzeum jsou sbírky a péče o ně včetně jejich uložení ve vyhovujících podmínkách. Naše muzeum řadu let, smíme-li to tak říci, přenášelo sbírkové předměty jako kočka koťata. Všechny sbírky byli ještě v polovině devadesátých let minulého století umístěny v prostorách Arcibiskupského zámku, kde dříve muzeum sídlilo. Postupně byly odtud sbírky přemisťovány do prostot tzv. sýpky v Rymicích, do hejtmanského domu sousedícího se sídlem muzea a do dalších prostor v sídle muzea. Situace se v roce 2004 vyhrotila, neboť bylo zřejmé, že pro uložení sbírek nebude mít muzeum dostatek prostoru. Byla zahájena jednání se zástupci kroměřížské radnice a je velkou zásluhou starosty Petra Dvořáčka, že byla Zlínskému kraji nabídnuta možnost bezúplatného převodu budovy v bývalých Žižkových kasárnách v Kroměříži. A v roce 2005 Zlínský kraj tuto budovu převzal. Byl vypracován investiční záměr a v září 2006 započata a v únoru 2007 dokončena rekonstrukce pro účely depozitáře. Po slavnostním otevření rekonstruovaných prostor 20. března 2007 následovalo ještě vybavení policovými systémy. Bylo to v hodině dvanácté, neboť v tu dobu se již stal Arcibiskupský zámek sídlem Národního památkového ústavu a také tu vznikalo pracoviště Arcidiecézního muzea jako pobočky Muzea umění Olomouc a byl velký tlak na vyklizení zámeckých prostor. A tak ještě nevyzrála malta v omítkách a jako první se stěhovaly do nového depozitáře sbírky historické, následně pak všechny ostatní, vyjma etnografických, které našly své místo na tvrzi v Rymicích.
Co se týká stálých expozic, bylo v tomto období muzeu obohaceno o dvě, ale zároveň jedna expozice byla zrušena. V roce 2003 se totiž Národní galerie rozhodla neprodloužit zápůjčku děl chropyňského rodáka Emila Filly, který na Zámku Chropyně měl od osmdesátých let památník, který velmi kvalitně dokumentoval Filovo celoživotní dílo. V březnu navštívil již prázdné sály generální ředitel NG Milan Knížák, stanovil podmínky pro novou expozici, zápůjčku nevyloučil, ale do dnešního dne k obnovení expozice nedošlo, neboť zámek není ve vlastnictví Zlínského kraje, je zapůjčen od Arcibiskupství olomouckého a tudíž každá investice do cizího majetku je problematická. Muzeum zřídilo malou expozici, která Fillu připomíná. Radostnější bylo otevření hned tří expozic v přízemí tvrze v Rymicích v roce 2006. Jsou to expozice z dějin obce Od kamenné sekery k železné radlici, expozice Brázdou času – nahlédnutí do dějin venkovského lidu na Hané a unikátní expozice Cestou větru – o větrných mlýnech a mlynářství na Moravě a ve Slezsku – ta našeho muzea jistě patří, neboť spravujeme dva větrné mlýny – jednak v Rymicích a jednak u Velkých Těšan (ten dokonce aspiruje na národní kulturní památku).

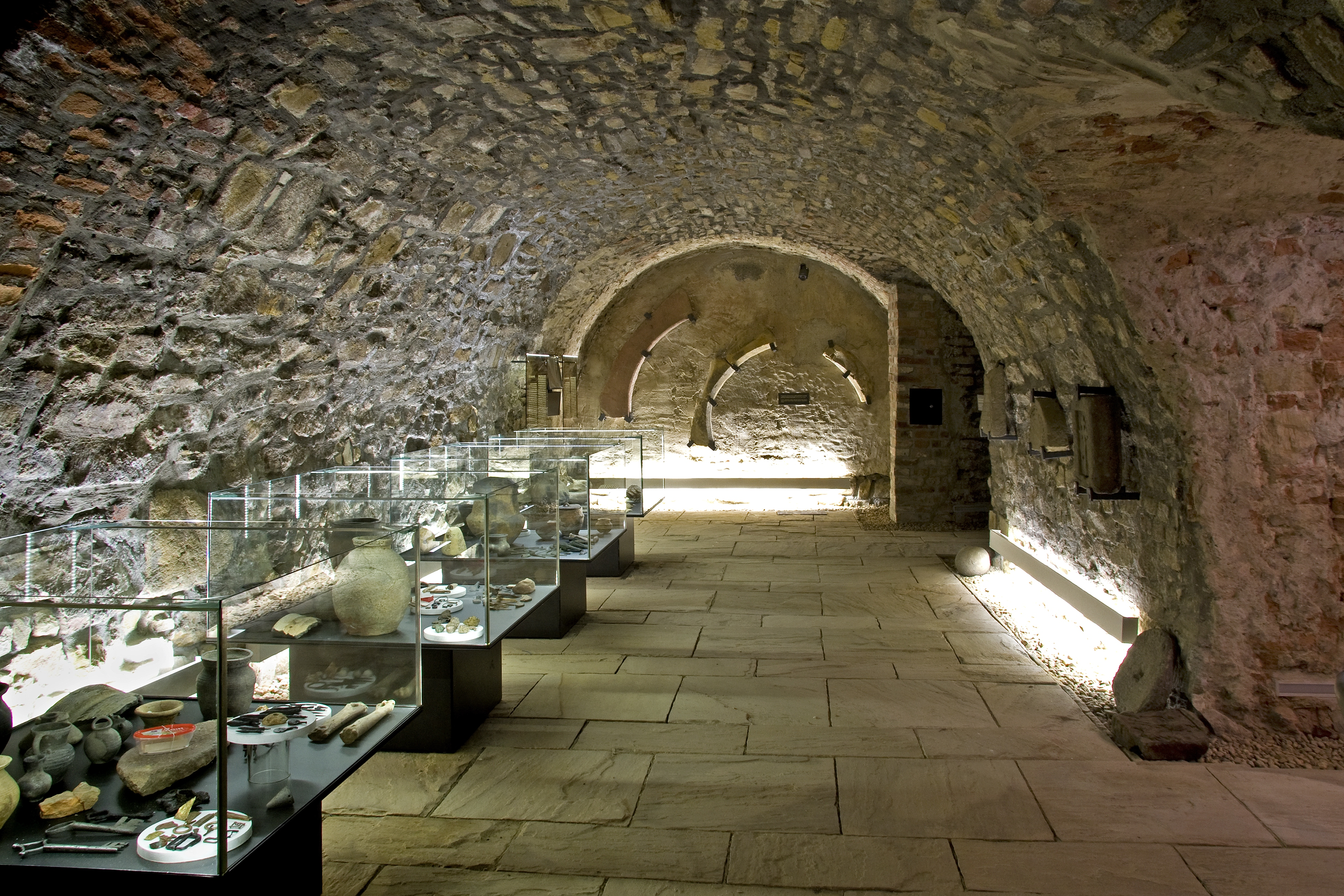
Expozice Historie ukrytá pod dlažbou města

Dalším dobrým počinem bylo v roce 2008 zahájení budování nové archeologicko-historické expozice v historickém sklepení v budově sídla muzea. Pro tento prostor jsme roky hledali uplatnění, ale především finanční prostředky. Vše se vyjasnilo, když jsme v roce 2006 získaly prostředky z grantu z Islandu, Lichtenštejnska a Norska v rámci finančního mechanismu EHP a Norského finančního mechanismu v programu uchování, obnovy a zpřístupnění kulturního dědictví ve Zlínském kraji (z tzv. „norských fondů“). 30. září 2009 jsme slavnostně otevřeli expozici Historie ukrytá pod dlažbou města nákladem 10 milionů Kč. Autorkou je archeoložka muzea Helena Chybová stejně jako autorkou knihy výstavu doplňující – Kroměříž zmizelá a znovu objevená. Expozice zachycuje prehistorii a historii města Kroměříž do 2. poloviny 17. století a je členěna do několika částí: Stopy vedou do pravěku od trhové osady k městu, Z dílny středověkých hrnčířů, Z měšťanské kuchyně, Město v hradbách s velkým modelem města, Město jako instituce, Poklady ukryté pod dlažbou města I a II a Domy a ulice v minulosti. Expozici doplňuje množství informací a dokumentů přístupných na dotykových obrazovkách i informace zvukové. Dle ohlasů a zájmu je expozice velmi zdařilá a Kroměříž se konečně dočkala „své“ expozice.
Muzeum pečuje o rozsáhlý majetek, který je ve vlastnictví Zlínského kraje, vyjma Zámku Chropyně. Sídlo muzea se nachází ve dvou sousedících budovách – jedna je situovaná do Velkého náměstí a druhá do ulice Pilařovi. U obou budov byla vyměněna chátrající střešní krytina v roce 2003 směrem do náměstí a v roce 2009 i do ulice Pilařovi včetně rekonstrukce pracoven odborných pracovníků. V roce 2005 pak byl technicky modernizován přednáškový sál, kde probíhají přednášky, besedy, konference a jiné kulturní akce. V roce 2012 byla zpracována koncepční studie rozvoje budov sídla muzea, řešící např. i nové výstavní a výukové prostory.

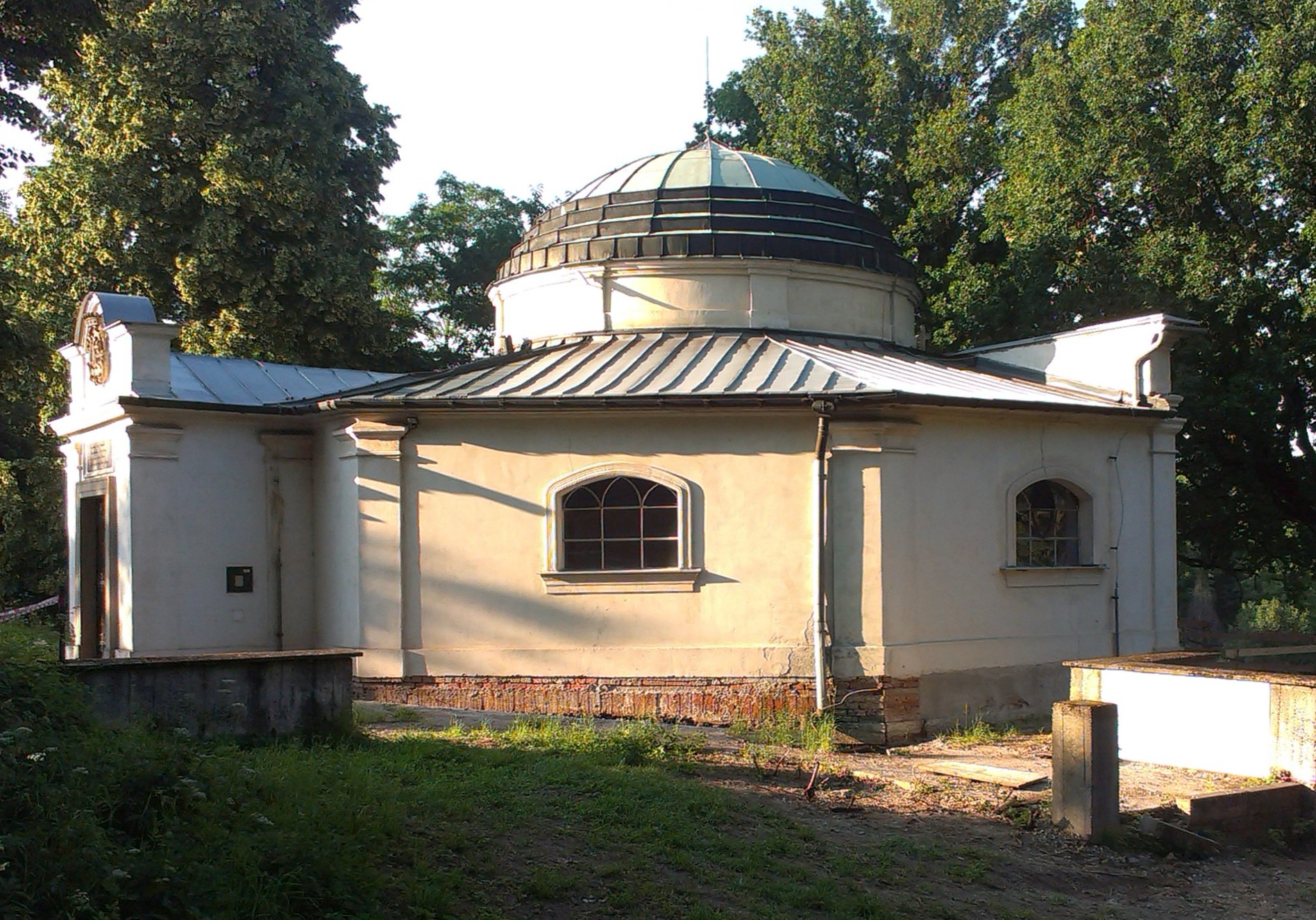
Hrobka Marie Ebner von Eschenbach

V Rymicích je třeba neustále pečovat o stavby lidové architektury včetně výměny doškové krytiny za finančního přispění ministerstva kultury. Na tvrzi v Rymicích byla v roce 2004 ukončena celková rekonstrukce – řešeno odvlhčení zdiva, nové přípojky elektro, topení, celková oprava vnitřních omítek, výmalba a položení podlah. Vytvořeny tak byly podmínky pro nové expozice a novou nabídku pro návštěvníky a pro zřízení depozitáře sbírek etnografických. V roce 2012 pak opravena a natřena fasáda tvrze. Budova sýpky, kdysi depozitář muzea, byla v roce 2012 převedena do majetku obce.
V roce 2012 proběhla i oprava dosud nevyužívané doškové chaloupky v Hejnici, kde jsme ve spolupráci s Českým svazem včelařů zřídili tzv. Včelí dům a na jiném pozemku Medovou zahradu.
Dlužno podotknout, že další objekt muzea Hrobka a kaple Marie Ebner von Eschenbach, v Rakousku velmi ceněné spisovatelky je zatím upozaděna, ale potřeba oprav vzrůstá. To je dluh do dalšího období.
Muzeum je nápomocno i dalším institucím odborně, zápůjčkou sbírkových předmětů či pomocí při konzervaci. Muzeum má velký podíl na vzniku Muzea Košíkářství v roce 2010 v Morkovicích –Slížanech. Stejně tak při vzniku Muzea Františka Skopalíka v Záhlinicích v roce 2012 a spolupracovali jsme i při instalaci muzea na Svatém Hostýně v roce 2007.
Důležitá je pro muzeum i spolupráce se Švabinského kruhem přátel výtvarného umění, stejně jako s rodinou paní Zuzany Švabinské-Vejrychové, neboť připomínání života a díla Maxe Švabinského je jednou z priorit muzea. Pracovní vztahy má i s Klubem UNESCO Kroměříž (konference, sborníky), s Uměleckou iniciativou Kroměříž (Festival Forfest), se školami, městem Kroměříž a dalšími institucemi.

## Muzejní budovy v Kroměříži, expozice, výstavní prostory, knihovna, depozitář
Dnes se kulturně-správní centrum Muzea Kroměřížska nachází v Kroměříži na Velkém náměstí 38 v historicky cenném domě z roku 1609, muzejní komplex je tvořen předním a zadním traktem spojenými dvorem.
V historickém sklepení pod předním traktem centrální budovy na Velkém náměstí je umístěna archeologicko historická expozice Historie ukrytá pod dlažbou města s tematickými celky: Stopy vedou do pravěku, Od tržní osady k městu, Řemesla na předměstích, Z měšťanské kuchyně, Město v hradbách, Poklady ukryté pod dlažbou města, Domy a ulice v minulosti. Trojrozměrné exponáty doplňují informace nabídkových programů přístupných skrze dotykové obrazovky, to vše doplněno modelem města, středověké hrnčířské pece, černé kuchyně. Autorkou expozice je archeoložka muzea Mgr. Helena Chybová, její kniha Historie ukrytá pod dlažbou města získala v soutěži Gloria Musaealis první cenu v kategorii Publikace roku 2010 a Helena Chybová cenu Zlínského kraje PRO AMICIS MUSAE za přínos kulturnímu rozvoji regionu za rok 2010.
V prvním patře předního traktu centrální budovy muzea je přístupný Památník malíře a grafika Maxe Švabinského (1873-1962), v jehož šesti sálech je představen umělecký vývoj tohoto kroměřížského rodáka. Nejdeme zde dřevoryty, perokresby, olejomalby (Žlutý slunečník, Růžový portrét) návrhy na okna chrámu sv. Víta v Praze a mnoho dalších prací. Ke koupi je i výpravný průvodce o vystaveném Švabinského díle a životě.
O patro výš je ke zhlédnutí stálá expozice „Příroda a člověk“. Přírodovědná část expozice znázorňuje obecně strukturu a fungování ekosystémů, vychází z hlavních typů krajiny, které najdeme na území někdejšího kroměřížského okresu. Dioramata s preparáty ptáků a savců představují biotopy kulturní stepi, lesa a vodní plochy. Archeologická část expozice podává přehled o vývoji osídlení Kroměřížska od prvních stop pobytu člověka ve starší době kamenné po dobu slovanskou. K ilustraci slouží dioramatické výjevy zpodobňující život pravěkých lidí a starých Slovanů.
S expozicí Příroda a člověk sousedí Malá galerie, která slouží komornějším výtvarným instalacím a tematickým výstavám mnohdy s programy pro školy. Muzeum Kroměřížska stále více a systematičtěji pracuje s dětmi a mládeží, k tomuto účelu založilo na podzim roku 2000 samostatné oddělení, které připravilo řadu četně navštívených tematických programů s výstavami a tvůrčími dílnami.

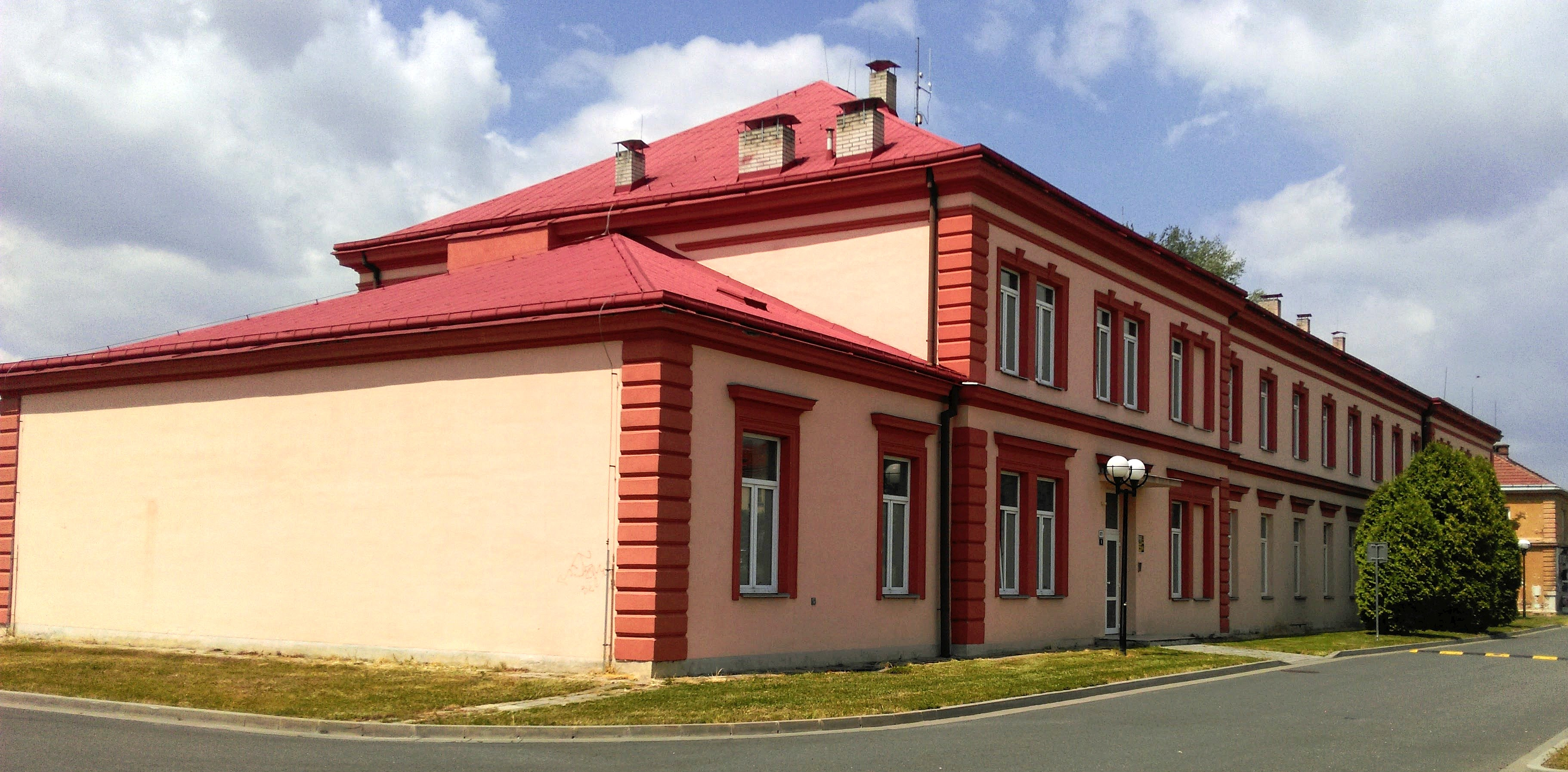
Budova depozitáře na Hanáckém náměstí

Hlavní galerijní prostorou je přilehlá Galerie v podloubí, která je místem konání velkých muzejních výstav a přehlídek současného umění. Galerie v podloubí byla v podobě, v jaké ji můžeme spatřit i dnes, slavnostně otevřena výstavou rakouských výtvarníků „Počítačová grafika a plastika“ 23. září 1994.
Pro pedagogy a studenty škol je důležitá i muzejní knihovna se studovnou, která se nachází v zadním traktu budovy. Rozsah knihovních fondů je ke 40 tisícům svazků. Knihovna je zaměřena hlavně na archeologii, historii, dějiny umění, slovníkovou a encyklopedickou literaturu a bibliografii. Regionální literatura zde uložená má charakter sbírkového fondu.
Centrální depozitář muzea se nachází na Hanáckém náměstí v Kroměříži, uloženy jsou v něm sbírkové předměty všech oborů muzea kromě etnografických. Jedná se o budovu bývalé kuchyně a jídelny v Žižkových kasárnách uvolněných po odchodu armády z města. Práce na novém centrálním depozitáři začaly v září 2006. Nový depozitář byl slavnostně otevřen hejtmanem Zlínského kraje Liborem Lukášem a kroměřížským starostou Milošem Malým 20. 3. 2007.

## Mimokroměřížské muzejní objekty
Muzeum Kroměřížska mělo ve správě i zámek v Chropyni z počátku 17. století. Přitažlivé jsou především hlavní sály zámku, Rytířský s kazetovým stropem s erby Fürstenberků, se sbírkou zbraní z konce třicetileté a tureckých válek, a Ječmínkův s kachlovými kamny (1668) se znaky biskupa Karla z Lichtenštejna-Kastelkornu. Na zámku najdeme expozice představující místní tradice rybníkářství, zemědělství, lovectví a lidové kultury. Expozice dějin Chropyně i skromné památníky hudebního skladatele Emila Axmana a dalšího chropyňského rodáka Emila Filly. Zámek Chropyně v roce 2022 změnil provozovatele. Nově se správy zámku ujalo Město Chropyně.

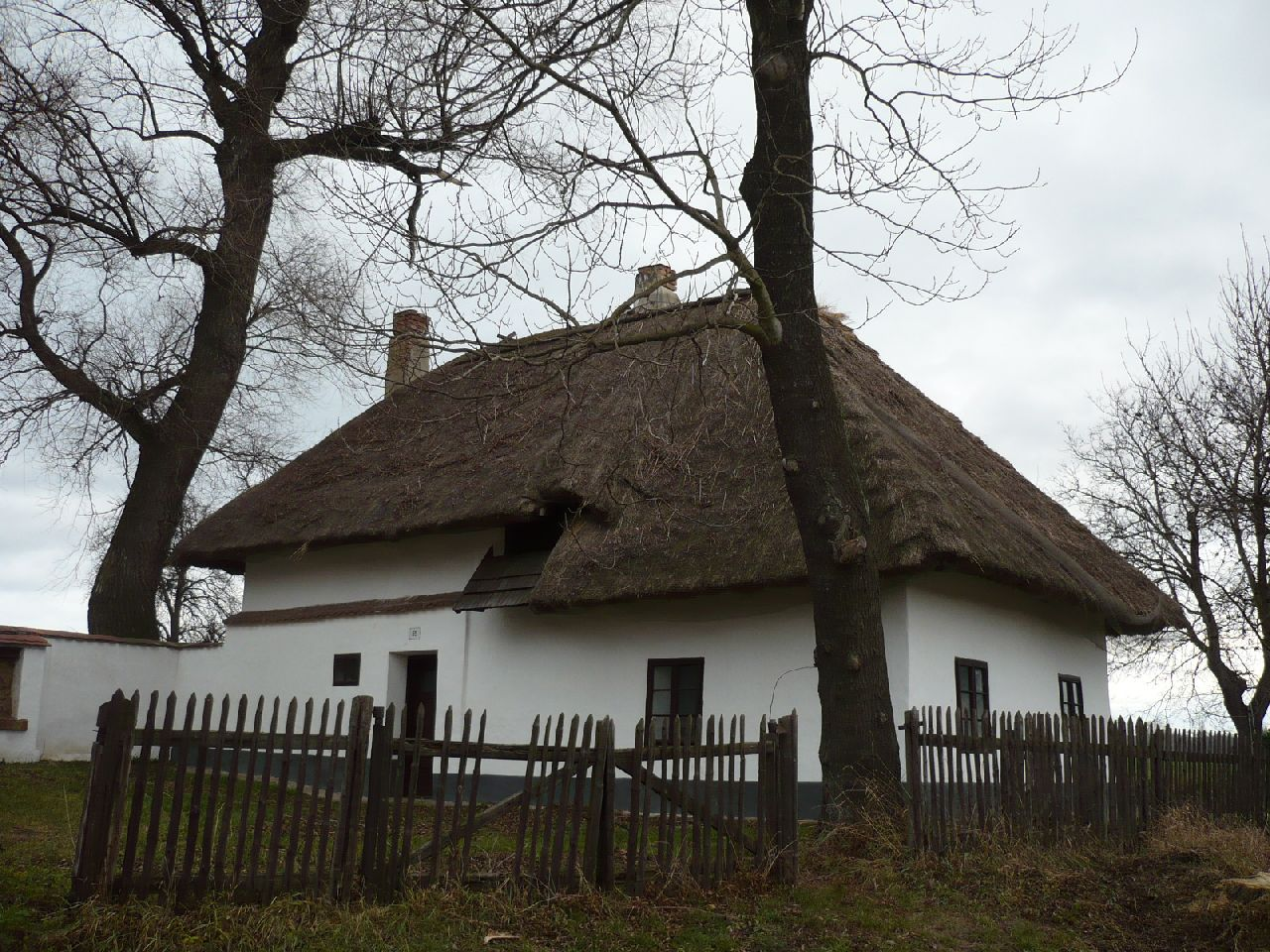
Domkařská usedlost v Rymicích

Velký soubor objektů spravovaných Muzeem Kroměřížska zve k návštěvě v Rymicích u Holešova. V areálu památek lidového stavitelství východní Hané je možné si prohlédnout interiéry domů vybavených tradičním inventářem kuchyní, světnic a hospodářských místností. Vesnická stavení představují způsob bydlení a hospodaření v této části Moravy v posledních dvou staletích. K vidění je i stará kovárna s výhní a kovářským nářadím. Z Bořenovic sem byl přenesen větrný mlýn německého typu, jehož ramena je možno nastavovat podle směru větru otáčením celého objektu na nosné konstrukci zvané beran.
Rymic se dotkla i tzv. velká historie, v roce 1609 je vyženil Albrecht z Valdštejna, který v rymické tvrzi často pobýval. Původně renesanční tvrz je veřejnosti přístupná od května 2006 s archeologicko-historickou expozicí Od kamenné sekyrky k železné radlici a Obrázky z dějin Rymic a stálou výstavou nazvanou Větrné mlýny na Moravě a ve Slezsku. Ve většině přízemních prostor najdeme národopisnou expozici Brázdou času přibližující duchovní a sociální život venkovského obyvatelstva na jihovýchodní Hané.
Pro návštěvníky se zájmem o technické památky má Muzeum Kroměřížska připraven i další mlýn, který se nachází ve Velkých Těšanech u Kroměříže. Jde o dvoupatrový celodřevěný tzv. německý mlýn z roku 1830 s kompletním vnitřním vybavením. Mlýn je veřejnosti přístupný, stejně jako všechny objekty a expozice Muzea Kroměřížska mimo Kroměříž, od počátku dubna do konce září.

## Sbírkové fondy muzea
Archeologie. Odborné pracoviště archeologa při muzeu vzniklo v roce 1969, od té doby se sbírkový fond archeologie rozrostl díky realizaci záchranných archeologických výzkumů a terénní dokumentaci regionu o desetitisíce položek. Sbírka archeologie obnáší vedle nálezů regionálního původu též staroegyptské předměty a menší kolekci antik.
Fond dokumentace je tvořen hlavně tisky vztahujícími se k regionu Kroměřížska. Fond obsahuje celky vztahující se k osobnostem společenského života (spisovatel Jindřich Spáčil, hudební skladatel Emil Axman, malíř Max Švabinský). Značnou část tvoří materiály dokumentující společenský život města (pěvecko-hudební spolek Moravan, Sokol Kroměříž). Samostatným celkem je sbírka map a plánů.
Fotoarchiv čítá desetitisíce fotografií, negativů, diapozitivů a pohlednic kroměřížského okresu. Kromě dokumentačních snímků z 20. - 21. století obsahuje daguerrotypie z dob počátků fotografie (po 1840), podstatnou část fondu tvoří černobílé negativy, řada z nich je velkoformátových, částečně ještě na skle.
Historie umění. Soubor užitého umění, starší církevní malby a grafiky Městského muzea v Kroměříži rozšířily poválečné svozy především malby, grafiky a nábytku hlavně z 19. století. Nejsoustavněji vytvářenou sbírkou výtvarného umění je fond díla Maxe Švabinského, především grafika, z cenných sbírkových předmětů zmiňme dvě pozdně gotické polychromované dřevěné sochy.
Přírodovědné oddělení. Paleontologická sbírka tvořená ulitami amonitů mořských měkkýšů žijících před 65 mil. let a otisky ryb v břidlici, entomologická sbírka - Drulákova sbírka motýlů, Fialova sbírka mravenců a brouků, skleněné imitace historických diamantů, herbářové knihy z 18. století.
Oddělení národopisu má ve sbírce doklady lidové hmotné kultury - keramiku, domácí nářadí, kroje, výšivky, velký fond zemědělského a domácího nářadí. Od sedmdesátých do devadesátých let 20. století byly součástí sbírky fondy městských muzeí v Holešově, Bystřici pod Hostýnem a v Morkovicích, které byly po roce 1989 navráceny do opětovně zřízených tamních muzeí, košíkářskému muzeu v Morkovicích (2010) byly exponáty zapůjčeny.
Do sbírek fondu historie se dostaly předměty z prvotních muzejních aktivit ve městě. Cíleně začala být sbírka vytvářena se vznikem Městského muzea v Kroměříži - cechovní a legionářské památky. Ještě do války se začala odkazy a dary rozrůstat sbírka numismatiky, terčovnice a střelecké terče sem uložili ostrostřelci. Po válce do sbírek přibyly hodiny, zbraně, filatelie, v 80. letech orientálie.

## Konference Židé a Morava
Muzeum každoročně pořádá konference Židé a Morava, na nichž badatelé prezentují výsledky své práce v oblasti zkoumání historie i současnosti soužití židovského a křesťanského obyvatelstva na Moravě a ve Slezsku. První ročník konference Židé a Morava se uskutečnil 5. - 6. října 1994, spojen byl s odhalením památníku obětem holokaustu z Kroměříže.
Pravidelně je z příspěvků konference vydáván sborník.